# Datar Lebuay
Datar Lebuay is een bestuurslaag in het regentschap Tanggamus van de provincie Lampung, Indonesië. Datar Lebuay telt 4716 inwoners (volkstelling 2010).